# رادیو (شهرستان سالاواتسکی، باشقیرستان)
رادیو (انگلیسی: Radio, Salavatsky District, Republic of Bashkortostan) یک شهرک در شهرستان سالاواتسکی استان باشقیرستان کشور روسیه است.